# Thaumastoderma copiophorum
Thaumastoderma copiophorum is een buikharige uit de familie Thaumastodermatidae. Het dier komt uit het geslacht Thaumastoderma. Thaumastoderma copiophorum werd in 1998 voor het eerst wetenschappelijk beschreven door Chang, Lee & Clausen. 